# 渚のうわさ
「渚のうわさ」（なぎさのうわさ）は、1967年7月10日に発売された弘田三枝子のシングル（規格品番：P-1）。

## 解説
- コロムビア邦楽ポップス初の“P”番号帯からリリースされた、日本のポップスの夜明けを告げる様な作品である[1]。

- 本作は30万枚を記録し筒美京平初のヒット曲となった。また、本作のヒットで弘田三枝子は2年ぶりに『第18回NHK紅白歌合戦』への出場を果たした。当時の映像は白黒VTRで現存するものの映像が全体的にぶれて大変見にくく、後年の『思い出の紅白歌合戦』（BS2）での再放送時には一部がカットされて放映された。そのカットされた部分に弘田三枝子の本作歌唱シーンも含まれている。

本紅白の映像はその後2022年に発売されたBOXセット「弘田三枝子・プレミアム」所収のDVDにて一般発売された。この時に収録された映像は大幅な修復処理によって上述の映像ブレや傷みがかなり補正され、安定したモノクロ映像・モノラル音源となっている。
- B面曲「風とオトコのコ」はビートの効いたニ短調のGS路線の作品。

- オリジナル7インチシングル盤の歌詞カードには、詞と共にA・B面曲各々のメロディー譜が印刷されている[2]。

## 収録曲
※原出典においては「作詞」が「作詩」と表記されている。
- 両楽曲共に、作詞：橋本淳／作曲・編曲：筒美京平

1. 渚のうわさ [03:05]
2. 風とオトコのコ [02:26]

## 演奏者
- A面：コロムビア・オール・スターズ[2]
- B面：コロムビア・オール・スターズ、コーラス：ルナ・アルモニコ[2]

## スタッフ
- 制作担当：東元晃

## カバー
- 井上宗孝とシャープ・ファイブ（1967年） - アルバム『シャープ・ファイブ・ゴーゴー』収録。
- アダ・モリ（1972年） - シングル『緑のこかげ』収録。
- 岡崎友紀（1972年） - アルバム『アルバム4』収録。
- シェリー（1976年） - アルバム『シークレット』収録。
- ヒストリー（1979年） - シングル『渚のうわさ』収録。
- 小沢陽子（1983年） - シングル『渚のうわさ』収録。
- 藤井一子（1986年） - アルバム『体験』収録。
- 鈴木蘭々（1996年） - アルバム『Bottomless Witch』収録。